# Fatima Moreira de Melo
Fatima Moreira de Melo (Roterdão, 4 de julho de 1978) é uma ex-jogadora de hóquei em campo neerlandesa, que conquistou três medalhas olímpicas actuando pela selecção de seu país.

## Biografia
Nascida em Roterdão, filha de um diplomata português, estudou direito na universidade Erasmus de Roterdão. Debutou com a Selecção feminina de hóquei sobre a grama dos Países Baixos em 1997 contra a Alemanha, partida que sua equipa venceu por 2 a 1. Desde então, a atacante actuou em 257 partidas e marcou 35 golos pela selecção nacional.
Em adição a sua carreira de jogadora de hóquei, Moreira de Melo lançou um CD e apresentou um programa na emissora de televisão de John de Mol, Talpa. Em 2005, ela posou para a revista FHM.

## Carreira

### Olimpíadas de 2000
Nos Jogos de Sydney de 2000, Fatima e suas companheiras de equipa levaram a selecção neerlandesa à conquista da medalha de bronze do torneio olímpico. Na primeira fase, os Países Baixos terminaram em terceiro lugar do grupo. Na segunda fase, composta por um único grupo de seis equipas, as neerlandesas também ficaram em terceiro, classificando-se assim para a disputa do bronze. Nesta partida, Moreira de Melo ajudou seu time na vitória de 2 a 0 sobre a Espanha.

### Olimpíadas de 2004
Fatima conquistou uma medalha de prata nos Jogos Olímpicos de Atenas de 2004. A selecção neerlandesa chegou às semifinais após terminar a fase de grupos do torneio em primeiro lugar, com quatro vitórias em quatro jogos. Em 24 de agosto, os Países Baixos derrotaram a Argentina por 4 a 2, conseguindo vaga na grande final, que foi disputada dois dias depois contra as alemãs. Na decisão, a Alemanha venceu por 2 a 1, e Moreira de Melo ficou com a prata.

### Olimpíadas de 2008
Nos Jogos de Pequim de 2008, Fatima e suas companheiras de equipe levaram a seleção neerlandesa ao título do torneio olímpico. Após terminar a fase de grupos na primeira colocação de forma invicta, os Países Baixos golearam a Argentina na semifinal pelo placar de 5 a 2. A grande final, disputada em 22 de agosto daquele ano, terminou com a vitória de 2 a 0 das neerlandesas sobre as anfitriãs chinesas, dando a medalha de ouro para Moreira de Melo.